# Urophora formosa
Urophora formosa
 es una especie de insecto díptero del género Urophora de la familia Tephritidae. Daniel William Coquillett lo describió científicamente por primera vez en el año 1894.
Se encuentra en el oeste de Estados Unidos.